# 福原新田町
福原新田町（ふくはらしんでんちょう）は、愛知県愛西市にある地名。字が4ある。

## 地理
愛西市の南西に位置する。北には立田町があり、東から西までぐるりと囲まれている。南は地続きで三重県桑名市（長島町松之木及び長島町新所）と接する。

### 字一覧
（配列は五十音順・読みはYahoo!地図による）
- 郷前（ごうまえ）
- 拾弍石（じゅうにこく）
- 弐反歩（にたんぶ）
- 屋敷附（やしきづけ）

## 歴史
「福原」は「鈴鹿おろし・伊吹おろしが吹く原」という意味であり、「吹原」の吹の字を避けて「福原」としたもの推察される。「福原新田」はそういった地域に拓かれた新田を意味し、江戸時代以前は尾張国で立田輪中に隣接した「福原新田」（現在の愛西市立田町十六石山周辺）と、伊勢国で独立した「福原新田」（「大福原」とも、現在の愛西市立田町福原周辺）の2つが存在していた。
福原以外にも木曽川河口部では尾張藩・長島藩が同時に開発を進めたため領地が入り乱れた状態であったが、明治時代に入ると愛知県・三重県の県境が定められたことで1880年（明治13年）5月10日に旧伊勢国の福原新田は愛知県に編入され、この時に2つの福原新田は一体化したとみられる。この明治初期の「福原新田」は木曽三川分流工事を経て大部分が現在の愛西市立田町に属しており、現在の「福原新田町」の町域は昭和以降に干拓が進められた地域である。
木曽三川分流工事直後は、現在の愛西市福原新田町拾弐石付近から三重県長島町西川付近の堤防が存在しなかった。この区間の堤防が築かれたのは1935年（昭和10年）であり、この堤防より干拓された地域のうち愛知県側が現在の「福原新田町」に相当する。
2005年（平成17年）4月1日、市町村合併により愛西市福原新田町となる。

黄着色部が歴史的に「福原新田」と呼ばれた地域。元々「福原新田」と呼ばれた地域は現在愛西市立田町に属し、現在「福原新田町」と呼ばれるのは昭和期の干拓地である。

## 世帯数と人口
2019年（令和元年）5月1日現在の世帯数と人口は以下の通りである。
| 町丁       | 世帯数 | 人口 |
| ---------- | ------ | ---- |
| 福原新田町 | 18世帯 | 51人 |

### 人口の変遷
国勢調査による人口の推移
| 2005年（平成17年） | 75人 | [ 7 ] |  |
| 2010年（平成22年） | 64人 | [ 8 ] |  |
| 2015年（平成27年） | 50人 | [ 9 ] |  |

## 小・中学校の学区
市立小・中学校に通う場合、学区は以下の通りとなる。
| 番・番地等 | 小学校                 | 中学校             |
| ---------- | ---------------------- | ------------------ |
| 全域       | 愛西市立立田南部小学校 | 愛西市立立田中学校 |

## 交通
町域内にはバス停は所在しないが、以下のバスが近接している。
- K-バス長島ルート[11]
  - 松之木集会所停留所
  - 新所集会所停留所

（フリー区間でもあるため、条件があえば停留所以外でも乗降が可能である。）

## その他

### 日本郵便
- 郵便番号 : 496-0947[3]（集配局：津島郵便局[12]）。